# 작은황금망토날여우박쥐
작은황금망토날여우박쥐(Pteropus pumilus)는 큰박쥐과에 속하는 박쥐의 일종이다. 인도네시아와 필리핀에서 발견된다. 자연 서식지는 아열대 또는 열대 기후 지역의 건조림이다. 사냥과 서식지 감소뿐만 아니라 공해때문에 위협을 받고 있다.

## 특징
작은황금망토날여우박쥐는 가장 작은 과일박쥐 중의 하나로 몸무게가 약 200g, 날개 폭이 약 76cm이다. 몸의 털은 황금빛 갈색이며, 머리와 망토는 더 엷은색을 띠곤 한다. 발과 날개 끝에 밥톱을 가지고 있다.

## 분포 및 서식지
작은황금망토날여우박쥐는 필리핀과 인도네시아 북단의 미앙가스섬(팔마스섬)의 토착종이다. 필리핀에서는 발루트섬과 카미긴주, 레이테섬, 마리피피섬, 마스바테주, 민다나오섬, 민도로섬, 네그로스섬, 파나이섬, 시부야섬, 시키호르주 그리고 타블라스섬에서 알려져 있다. 해발 고도 약 1100 m 이하에서 서식하며, 작은 섬에서 가장 흔하게 발견된다. 서식지는 일차림과 잘 자란 이차림이다.